# Dead to Rights II
Dead to Rights II est un jeu vidéo d'action et de en tir en vue à la troisième personne, développé par WideScreen Games et édité par Namco, sorti en 2005 sur PlayStation 2 et Xbox. C'est la préquelle de Dead to Rights.